# Manciet
 Manciet  là một xã thuộc tỉnh Gers trong vùng Occitanie tây nam nước Pháp. Xã này có độ cao từ 105-212 mét trên mực nước biển.